# Кузман Попдимитров
Кузман Попдимитров е български свещеник и революционер, деец на Вътрешната македоно-одринска революционна организация.

## Биография
Кузман Попдимитров е роден през 1871 година в демирхисарското село Бабино, тогава в Османската империя. Става свещеник. Присъединява се към ВМОРО. Избран е за районен началник на Демир Хисар на Смилевския конгрес в 1903 година. Заедно с Димитър Дечев, Йордан Пиперката и Христо Пасхов обявява Илинденското въстание в църквата „Свети Илия“ във Велмевци. Убит е от турци край Сопотница в 1906 година.